# Сумбе (Райымбекский район)
Сумбе (каз. Сүмбе) — село в Райымбекском районе Алматинской области Казахстана у самой границы с КНР. Административный центр Сумбинского сельского округа. Находится примерно в 104 км к востоку от села Кеген. Код КАТО — 195863100.

## Население
В 1999 году население села составляло 3383 человека (1675 мужчин и 1708 женщин). По данным переписи 2009 года, в селе проживало 2978 человек (1489 мужчин и 1489 женщин).

## Топографические карты
- Лист карты K-44-41 Нарынкол. Масштаб: 1 : 100 000. Издание 1974 г.